# Colibrí de Constant
El colibrí de Constant (Heliomaster constantii) és una espècie d'ocell de la família dels troquílids (Trochilidae) que habita el bosc obert, bosc decidu i matoll àrid de les terres baixes del vessant del Pacífic, des del sud-est d'Arizona (gairebé tots els anys) i Sonora, cap al sud fins al sud-oest de Costa Rica.